# Манастир Крепичевац
Манастир Крепичевац (Црноречки) припада Епархији тимочкој Српске православне цркве. Налази се четири километра северно од села Јабланице у клисури Радованске реке. Манастир је посвећен Успенију Пресвете Богородице (28/15 август).

## Положај и окружење
Манастир Крепичевац  се налази на путу који од бољевачке стране Ртња води према Јабланици, на једном
потпуно неодређеном месту и само на њему, налази се половина путоказа исписаног руком и масном фарбом са назнаком: Крепичевац. Неких ранијих година постојала је и друга страна истог путоказа и на њој је писало: Грозничевац.

Око њега се налази 12 манастирских извора концентрисаних на малом простору (око 1000 m²) чија је вода давних дана оцењена као лековита и окрепљујућа.
Иако предање говори о 5 извора, данас се на лицу места може избројати целих 12. Да ли су неки сами избили у последњих 5 векова, или су монаси копали тамо где су очекивали да има још воде – не може се истражити јер монашка заједница (чији би то локални фолклор могао бити) више не постоји.
 Око 600 метара даље, лево од путоказа, за манастир налази се Грозничевац, јако врело из којег село Јабланица пије воду, али на које не упућује никакав знак и чије се слике не могу наћи нигде на интернету или у некој другој врсти јавног оптицаја. И док се многе воде и места настала у њиховој близини зову истим именом – Грозничевац (у Босни и Херцеговини код места Даковићи, у Србији код Пирота, код Ужица, у Кучајским планинама), Крепичевац је неочекивано редак топоним.

Између ова два места – левог Грозничевца и десног Крепичевца (гледано низводно) – протиче Радованска река која се врло брзо потом састаје са Црним Тимоком. 
Тако ова места – лево, десно и једна до две реке између њих – формирају идеалан пајскер-пиларски дуалистички топос према пуној рецептури: бели бог (хришћански манастир са водом која крепи) и црни бог (извор који изазива грозницу) раздвојени међусобно текућом водом (двема рекама).

## Предање о називу манастира
Зашто цркву и то место називају Крепичевац“ забележила је овако Мирослава Николић 1955. године по причању Бојке Радосављевић из Бољевца, тада старог 63 године:
Бежали људи од Турака па прешли Ртањ и Црну Реку и зауставили се у близини пет извора. Водио их је стари Јаблан, који им предложи да ту остану и живе, па су место назвали Јабланица. Но Турци их пронађу и не дадоше им да саграде и цркву. Зато се људи договоре да пронађу за цркву неко скровито место у шумама далеко од места где су се настанили. Нађу једну лепу падину и назову је Црквена падина. Ту су подигли себи цркву и долазили да се богу моле. Једном су се ту и сакрили бежећи од Турака, али када су следећи пут дошли нису нашли цркву. Видео се само траг куда је пресељена. Неки чобанин им исприча како је једне ноћи чуо велику буку, вику и ломњаву. И ујутру цркве није било на старом месту. Идући по утртом трагу угажене траве и поломљеног дрвећа, људи пронађу цркву поред једног хладног и бистрог извора. Када су се на њему умили и напили воде, болесни су били окрепљени. Зато цркву и то место назову Крепичевац“.
По другој народној причи, манастир се преместио из атара Малог Извора када се млада породила у цркви за време венчања (у чланку се манастир назива "Крупичевац").

## Прошлост манастира
За ктитора се сматра жупан Георгије, Јанов син, који на ктиторској композицији држи модел цркве, до њега је жена Зора, а до ње син Манојло. За Георгија се сматра да је унук Радул бега (1499 — 1508. године). Време изградње се везује крај 15. век и почетак 16. века. Ретки су историјски списи о овом манастиру. Као активан се спомиње 1761. и 1780. године. М. Ђ. Милићевић у 19. веку помиње живопис унутар цркве из 1761. године, и да се испод њега виде фреске из непознатог доба. Између зидања Крепичевца и оближњег манастира Лапушње није протекао дужи временски период, и претпоставља се да оба манастира имају исте ктиторе.
Почетком 19. века Хајдук Вељко са кнезом Милисавом поставља за старешину манастира Јеромонаха Акакија са Свете горе, који 1809. године постаје и игуман манастира о чему сведочи запис у једној богослужбеној књизи. Заједно са манастиром у Грлишту спада у најупорнија места у борби против Турака у данима Првог српског устанка. Шест монахиња и седам искушеница из манастира Кувеждин премештено у овај запустели манастир у тимочком владичанству 1930. године. Монахиња, и каснија игуманија манастира Ангелина Личанин (световно Видосава), која је за обнаву манастира, продала је своје две куће код палате Албанија у Београду и тим новцем подигла конак за сестринство, сахрањена је у манастирској порти 1969. године.

## Архитектура
Црква манастира подигнута је на старијем црквишту и представља омању грађевину са тролисном основом. Настала је под утицајем архитектуре моравске школе. Зидана је од камена и омалтерисана.

## Живопис
Фреско–сликарство је веома вредно па се сам манастир убраја међу значајније споменике културе. Површина преосталог фреско-сликарства у манастиру је скромна и потиче из прве половине 16. века.
Сачувана је једна од најкаснијих средњовековних ктиторских композиција у Србији. Налази се на северном зиду припрате, у првој зони. Личности су обучене у богати костим свога доба. Лик ктиторове жене Зоре представља је као умну и одважну. Он се у антологији српских историјских портрета својом изузетном ликовном визијом упечатљиво издваја.
Натпис крај портрета ктитора гласи Прими моление својего, о пречистаја, малоје сије потштаније Георгија, Јанов син. На необично ретком моделу цркве који држи ктитор, уочава се знатно узвишени део храма.
У доњој зони унутар цркве налазе се неколико фигура светитеља, Архангела Михаила, Светог Пахомија, Светог Константина и Јелене и Свете Марије Египћанке. У олтару је композиција Визије Светог Петра Александријског. У припрати се налазе композиције из Христовог и Богородичиног живота. Међу њима се издваја Бекство у Египат. На источном зиду припрате, насликана је композиција Деисис (Христос на престолу, лево стоји Богородица, а десно Свети Јован).
На западној фасади се налазе очувани фрагменти фресака говоре да је манастир био осликан и споља. У ниши, изнад уласка у цркву насликано је попрсје Богородице са Христом.
Уметничке вредности манастира повећава и розета од белог мермера, украшена флоралним орнаментом у плиткој пластици. Претпоставља се да је била на поду код амвона. Примећује се идентична орнаментика ове розете са оним у овчарско-кабларским манастирима.
У наосу у јужном зиду налази се удубљени простор за који се претпоставља да је гроб старца Јосифа, једног од синаита скраја 14. века.

## Обнове
Не постоји податак када је запустео и зашто. Обновљен је 1679. године. У 18. веку манастир обнавља кнез Голуб из Јабланице. Данас нема житеља, а опслужују га парохијски свештеници.